# Gruppo TIM
TIM (anteriormente Telecom Italia), (NYSE: TI) é a maior empresa de telecomunicações da Itália. Foi fundada em 1994 pela junção de várias empresas de telecomunicações do estado, sendo a mais importante a Società Italiana per l'Esercizio Telefonico. É mais conhecida por seu braço de telefonia móvel, a TIM, a maior do mercado italiano e segunda no Brasil.
Antes uma empresa estatal, a Telecom Italia foi privatizada em 1997 em meio a altas dívidas  Anos depois, a empresa teve seu controle primário adquirido em 2001 pela Pirelli e a família Benetton, que compraram 23% da subsidiária Olivetti.
As ações da empresa são negociadas na Borsa Italiana . O Estado italiano exerce o “Poder de Ouro” (golden shares) na TIM desde 2017, o que permite ao governo tomar uma série de ações quando estão em causa os interesses estratégicos do país.

## Histórico
Em 1925, a rede telefônica italiana foi reorganizada pelo gabinete de Benito Mussolini e no mesmo ano foi criada a empresa STIPEL. O núcleo original da Telecom Italia incluía quatro empresas que operavam numa área geográfica específica: TIMO, TE.TI., TELVE e SET.
Em 1964, a Società Idroelettrica Piemontese (SIP), uma antiga empresa de energia fundada em 1918, deixou de produzir energia e adquiriu todas as companhias telefônicas italianas, tornando-se a Società Italiana per l'Esercizio Telefonico (SIP). Foi administrada pelo Ministério das Finanças italiano.
O SIP foi um monopólio estatal de 1964 a 1996. O sistema impunha o pagamento da "Canone Telecom" (uma taxa de aluguel de linha de cerca de 120 euros por ano, mais aluguel de hardware e outros custos menores) para ter um telefone em casa.
A Telecom Italia SpA foi oficialmente criada em 27 de julho de 1994 pela fusão de várias empresas de telecomunicações, entre as quais SIP, IRITEL, Italcable, Telespazio e SIRM (empresas propriedade da STET - Società Finanziaria Telefonica). Isto deveu-se a um plano de reorganização do sector das telecomunicações apresentado pelo Istituto per la Ricostruzione Industriale ao Ministro das Finanças.
Em 1995, a divisão de telefonia móvel foi desmembrada como Telecom Italia Mobile (TIM), enquanto a Telecom Italia cuidaria da telefonia fixa e pública e das infraestruturas de rede. Foi criada a Interbusiness, a maior rede de Internet da Itália e no mesmo período, com a Telecom Italia Net (Tin.it) e os primeiros ISPs, o acesso à Internet tornou-se uma realidade na Itália. Em 1996, a TIM lançou um novo cartão telefônico pré-pago recarregável (GSM) e, um ano depois, lançou a capacidade de serviço de mensagens curtas (SMS).
Em 1997, sob a presidência de Guido Rossi, a Telecom Italia foi privatizada e transformada num grande grupo multimídia.
Em julho de 1998, um consórcio formado pela UGB Participações (de propriedade das Organizações Globo e Bradesco) e pela Bitel Participações (de propriedade da Telecom Italia), adquiriu, no processo de privatização da Telebrás, o controle da Tele Celular Sul e da Tele Nordeste Celular.
Em dezembro de 1998, a Telecom Itália adquiriu a participação societária da UGB Participações. As duas empresas adquiridas deram origem à TIM Brasil.
Em 2001, a empresa estava endividada e foi adquirida por Marco Tronchetti Provera.
Em 2007, a Pirelli decidiu deixar a companhia vendendo sua parte do conglomerado Olimpia para o consórcio Telco - que incluía a empresa de telefonia espanhola Telefónica, os bancos italianos Intesa Sanpaolo e Mediobanca, a seguradora Assicurazioni Generali e a investidora dos Benneton Sintonia. Dois anos depois, a Benetton deixou a Telco.
Em 2013, com Mediobanca e Generali desejando sair da Telco, a Telefónica expressou interesse em se tornar proprietária única da Telco, e indiretamente maior acionista da Telecom Italia. Mas as negociações esbarram em uma ação do Conselho Administrativo de Defesa Econômica brasileiro, visto que Telefónica e Telecom Italia dominam o mercado de celulares no Brasil com Vivo e TIM Brasil. O egípcio Naguib Sawiris expressou interesse em investir na Telecom Italia, possivelmente comprando a TIM Brasil, para resolver o impasse. Sawiris considera investir até US$ 2 bilhões na empresa.
Em setembro de 2014, a Telefónica vendeu 5,7% da Telecom Italia para a francesa Vivendi em troca do braço brasileiro da GVT.
Em 2016, após o rebranding que levou à adoção da marca única TIM para telefonia fixa e móvel, a controladora também decidiu mudar sua identidade. A razão social da Telecom Italia SpA foi de fato alterada para TIM SpA, porém ainda mantendo o nome anterior em algumas ocasiões.
Em 2019, a Telecom Italia foi renomeada para Gruppo TIM.
Em 1º de julho de 2024, o Gruppo TIM concluiu a venda da NetCo, sua unidade de telefonia fixa, para a firma de investimentos norte-americana KKR por € 22 bilhões, com apoio do governo italiano.

## Operações

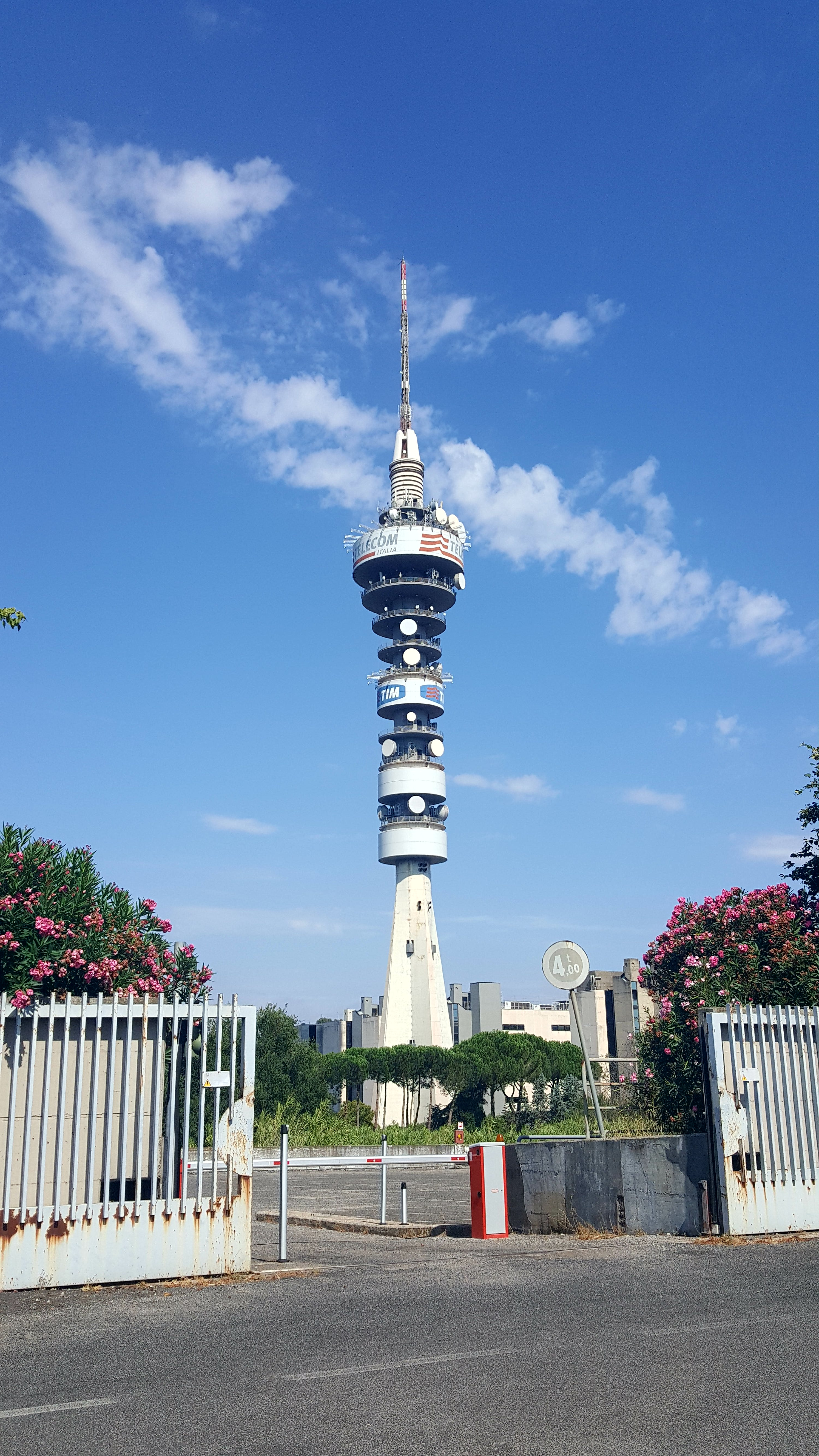
Torre telecom na Itália

O Grupo Telecom Italia fornece serviços de telefonia móvel GSM na Itália e no Brasil através de suas subsidiárias TIM e TIM Brasil, e serviços de Internet e telefonia DSL na Itália e San Marino (através da Telecom Italia San Marino). Também atua em serviços de telecomunicações internacionais para outras operadoras e corporações, através de sua subsidiária Telecom Italia Sparkle. Em 2013, o montante total da dívida da empresa era de cerca de 26 bilhões de euros e a Telecom Italia tinha 66.025 funcionários.
A Telecom Italia também controla a Olivetti, fabricante de periféricos de computador e telefones celulares. Em 31 de março de 2014, a Telecom Italia liderava tanto o mercado de linhas de acesso fixo direto, com 62% de participação, quanto o segmento móvel pós-pago, com 45% de participação de mercado. No segmento móvel pré-pago  a Telecom Italia detinha uma quota de mercado de 31,5% juntamente com a Vodafone.
Após a fusão da Wind e da 3 Italy, aprovada em 6 de agosto de 2015, a Telecom Italia é hoje a segunda maior operadora do país com 30 milhões de clientes, seguida pela Vodafone com 25 milhões de clientes. A Telecom Italia preservou a sua liderança no mercado das linhas de acesso fixo directo e no segmento móvel pós-pago.